# Jimmy Miller
James (Jimmy) Miller (New York, 23 maart 1942 – Denver, 22 oktober 1994) was een Amerikaans muziekproducent en muzikant. Hij werkte mee aan de totstandkoming van vele albums, onder andere van The Spencer Davis Group, Traffic, Blind Faith, Bobby Whitlock, The Rolling Stones en Motörhead.

## Carrière
Miller rolde in de muziekwereld mede dankzij Stanley Borden. Borden - verbonden aan Island Records - begeleidde Miller en verwees hem door naar Chris Blackwell, de oprichter van Island Records. Blackwell stuurde Miller naar het Verenigd Koninkrijk, om aldaar te werken als muziekproducent. In het VK boekte Miller tijdens de jaren zestig zijn eerste successen met The Spencer Davis Group. Hij schreef en produceerde enkele hits voor de band, waaronder Gimme Some Lovin'  en I'm A Man.
Naast Millers werk voor The Spencer Davis Group, schreef en produceerde hij ook voor andere artiesten, waaronder de eerste twee albums van Spooky Tooth, nummers van Traffic, Blind Faith, Motörhead en Bobby Whitlock. Miller begon eind jaren zestig een samenwerking met The Rolling Stones, wat voor hem een groot succes betekende. Zo produceerde hij de albums Beggars Banquet, Let It Bleed, Sticky Fingers en Exile on Main Street; albums die door veel Stones-fans als ijzersterk worden beschouwd. Als percussionist is Miller terug te horen op enkele nummers van de Stones: hij verzorgde de koebelintro van het nummer Honky Tonk Women en drumde mee op de nummers You Can't Always Get What You Want, Happy en Shine a Light. Na de productie van het album Goats Head Soup in 1973 werd de samenwerking tussen Miller en de Stones beëindigd.
Na Millers samenwerking met The Rolling Stones, richtte hij zich op andere muzikale projecten. Zo werkte hij samen met onder anderen Johnny Thunders, Billy Preston en Bobby Keys. Op 22 oktober 1994 overleed de toen 52-jarige Miller. Hij stierf door leverfalen.

## Selectie van geproduceerde albums
| Jaar | Artiest                    | Album                     |
| ---- | -------------------------- | ------------------------- |
| 1967 | Traffic                    | Mr. Fantasy               |
| 1968 | Spooky Tooth               | It's All About            |
| 1968 | Traffic                    | Traffic                   |
| 1968 | The Rolling Stones         | Beggars Banquet           |
| 1969 | Spooky Tooth               | Spooky Two                |
| 1969 | Traffic                    | Last Exit                 |
| 1969 | The Rolling Stones         | Let It Bleed              |
| 1969 | Blind Faith                | Blind Faith               |
| 1970 | Delaney & Bonnie & Friends | On Tour with Eric Clapton |
| 1970 | Ginger Baker's Air Force   | Ginger Baker's Air Force  |
| 1970 | Sky                        | Don't Hold Back           |
| 1970 | Sky                        | Sailor's Delight          |
| 1971 | The Rolling Stones         | Sticky Fingers            |
| 1972 | The Rolling Stones         | Exile on Main St.         |
| 1972 | Kracker                    | La Familia                |
| 1972 | Bobby Whitlock             | Raw Velvet                |
| 1973 | The Rolling Stones         | Goats Head Soup           |
| 1973 | Kracker                    | Kracker Brand             |
| 1975 | Locomotiv GT               | All aboard                |
| 1979 | Trapeze                    | Hold On                   |
| 1979 | Motörhead                  | Overkill                  |
| 1979 | Motörhead                  | Bomber                    |
| 1980 | Plasmatics                 | New Hope for the Wretched |
| 1991 | Primal Scream              | Screamadelica             |